# Eenmanszaak
Een eenmanszaak of een eenpersoonszaak is een bedrijfsvorm waarbij één persoon in alle opzichten verantwoordelijk is voor de onderneming en daarbij als natuurlijk persoon verantwoordelijk is. In het laatste ligt het verschil met een rechtspersoon, waar ook een persoon in alle opzichten verantwoordelijk kan zijn, maar niet als persoon. De eenmanszaak is een economische activiteit van de persoon die de onderneming drijft. Een eenmanszaak kan, anders dan de naam doet vermoeden, personeel in dienst hebben.
De regelgeving met betrekking tot de rechten en plichten van de eenmanszaak verschillen van land tot land. Veelal betreft het regelgeving die het belastingstelsel van de bedrijfsvorm, de juridische aansprakelijkheid en onafhankelijkheid van het bedrijf ten opzichte van het betrokken individu en diens persoonlijke banden met derden regelen.

## Enkele andere bedrijfsvormen
- Besloten vennootschap met beperkte aansprakelijkheid
- Commanditaire vennootschap
- Coöperatie
- Naamloze vennootschap
- Vennootschap
- Vennootschap onder firma